# Beate Tröger (Literaturkritikerin)

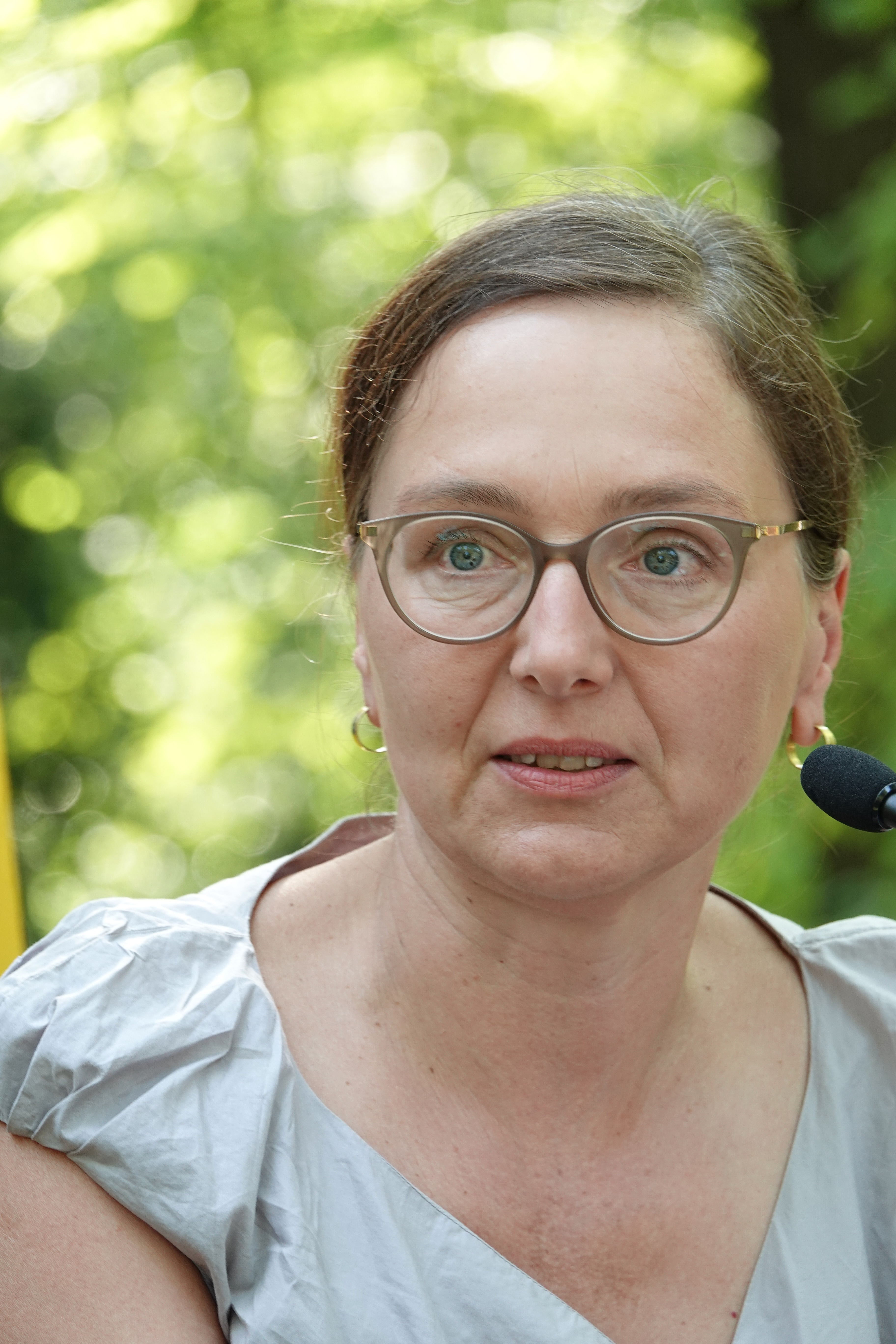
Beate Tröger 2024

Beate Tröger (* 1973 in Selb) ist eine deutsche Literaturkritikerin, Moderatorin und Jurorin.

## Leben und Werk
Beate Tröger studierte Germanistik, Anglistik und Theater-, Film- und Fernsehwissenschaft in Erlangen und Berlin und schloss ihr Studium an der Freien Universität Berlin mit einer Magisterarbeit über Paul Celans Georg-Büchner-Preis-Rede Der Meridian bei Marlies Janz ab.
Journalistische Erfahrungen sammelte sie bei der Frankfurter Allgemeinen Zeitung, der Süddeutschen Zeitung, der Berliner Zeitung und bei Der Neue Tag. Sie verfasst Beiträge für den Freitag, die Neue Gesellschaft/Frankfurter Hefte, wo sie als Redakteurin den Kulturteil mitbetreut, das Literaturblatt Baden-Württemberg, den Deutschlandfunk, den SR, den SWR und den WDR. Regelmäßig trägt sie auch zur Rubrik „Auf Tritt die Poesie“ der Zeitschrift Sprache im technischen Zeitalter bei.
Von 2017 bis Ende 2022 besprach sie mit Insa Wilke und Michael Braun lyrische Neuerscheinungen für den „Büchermarkt“ des Deutschlandfunks. Die Gespräche werden nach dem Tod von Michael Braun im Dezember 2022 seit 2023 in neuer Konstellation, mit ihr und weiteren Kritikern, fortgeführt.
Beate Tröger ist Mitglied im Redaktionsbeirat der Neuen Gesellschaft/Frankfurter Hefte und Redakteurin für den Kulturteil der Zeitschrift. Als Jurorin kürt sie mit Carolin Callies und Christian Metz die Träger des Wiesbadener Lyrikpreises Orphil. 2018 war sie eine der Jurorinnen für die Vorrunden beim Lyrikpreis München und für den GWK-Förderpreis Literatur der Gesellschaft zur Förderung der westfälischen Kulturarbeit; ab 2019 gehörte sie den Jurys für den Gertrud-Kolmar-Preis und den Peter-Huchel-Preis an. 2020 wurde sie in die Jury der SWR-Bestenliste und für den Brüder-Grimm-Preis der Stadt Hanau berufen, 2024 in die Vorjury für den Literarischen März und die Jury für die Villa Aurora.
Seit 2023 gehört sie zum Moderatorenteam des Erlanger Poetenfests.
Tröger ist Autorin von Aufsätzen und Lexikoneinträgen zu Nico Bleutge, Anne Carson, Paul Celan, Ted Hughes, Peter Kurzeck, Friederike Mayröcker, Olga Martynova und Sabine Scholl.
Sie lebt und arbeitet in Frankfurt am Main.

## Auszeichnungen
- 2008: Lesestipendiatin bei dem Grazer Feuilletonmagazin Schreibkraft
- 2025: Alfred-Kerr-Preis für Literaturkritik[19]

## Publikationen
- „Weißt du, der Raum ist unendlich“. Über Paul Celans Das Wort vom Zur-Tiefe-Gehen. In: Dorothea Lauterbach, Uwe Spörl, Uli Wunderlich (Hrsg.): Grenzsituationen. Wahrnehmung, Bedeutung und Gestaltung in der neueren Literatur. Vandenhoeck & Ruprecht, Göttingen 2002, ISBN 3-525-20821-9, S. 247–268.
- Gehen, um zu schreiben. Peter Kurzecks autobiographisches Romanprojekt. In: Hans Richard Brittnacher, Magnus Klaue (Hrsg.): Unterwegs. Zur Poetik des Vagabundentums im 20. Jahrhundert. Böhlau, Köln/Weimar/Wien 2008, ISBN 978-3-412-20085-5, S. 261–276.
- grazer galopp. Bericht einer Stadtleserin. In: schreibkraft. Zeitschrift für Feuilleton. Nr. 18, Graz 2009, S. 38–43 (schreibkraft.adm.at).
- Patrick Süskind „Das Parfum“. In: Klaus-Dieter Lehmann (Hrsg.): Mein Lieblingsbuch. Geschichte(n) einer Freundschaft. Hueber, München 2010, ISBN 978-3-19-507891-7, S. 112–116.
- Geschichten mit explodierenden Espressokännchen. Komik bei Peter Kurzeck. In: Christian Riedel (Hrsg.): Text+Kritik. Heft 199: Peter Kurzeck. München 2013.
- Die Weltbühne schwankt. Die Biennale in Venedig lieferte kaum Antworten auf die Fragen zur Zukunft der Architektur. In: Neue Gesellschaft/Frankfurter Hefte. Heft 11/2014, Berlin 2013 (frankfurter-hefte.de [PDF; 382 kB; ein Rückblick auf die Architekturbiennale in Venedig]).
- Nico Bleutge. Lexikonartikel. In: Kritisches Lexikon zur deutschsprachigen Gegenwartsliteratur (KLG). 11/2015, München 2015.
- Olga Martynova. Lexikonartikel. In: Kritisches Lexikon zur deutschsprachigen Gegenwartsliteratur (KLG). 8/2017, München 2017.
- 1 Häufchen Blume, 1 Häufchen Schuh. Über ein Gedicht von Friederike Mayröcker. In: Die Mayröcker-Variationen, Frankfurt am Main 2018 (= Literaturbote 131/132/2018).
- Beate Tröger, Evgenia Lopata, Alexandru Bulucz (Hrsg.): Paul Celan, Frankfurt am Main 2020 (= Literaturbote 138/2020).
- Sehnsucht. Über ein starkes Gefühl in der Literatur. Feature, Baden-Baden 2021 (= SWR2 2021).
- Fee Nummer 13. Eine Anthologie, Nettetal 2022, ISBN 978-3-946989-60-8.
- Rosa Mondnacht. Überlegungen zum Verhältnis der Werke von Maren Kames („halb taube halb pfau“ und  „luna luna“) zur literarischen Romantik. In: Modell Romantik. Variation, Reichweite, Aktualität. DFG-Graduiertenkolleg an der Friedrich-Schiller-Universität Jena.[20]
- Vom Gehen und Bleiben. Eine Reise in Ungarns Literaturszene. Feature, Baden-Baden 2023 (= SWR2 2023).
- Nachts an der Nähmaschine. In: Wolfgang Schiffer, Dinçer Güçyeter (Hrsg.): Türschwellenkinder. Über die Arbeit der Eltern. Elif Verlag, Nettetal 2023, ISBN 978-3-946989-68-4, S. 199–209.
- Und jetzt? Frankfurt am Main 2024 (= Literaturbote 145/2024).
- Im Wasser. Autoren erzählen vom Schwimmen. Feature, Baden-Baden 2024 (= SWR Kultur 2024).